# Szent Mihály-templom (Fulda)

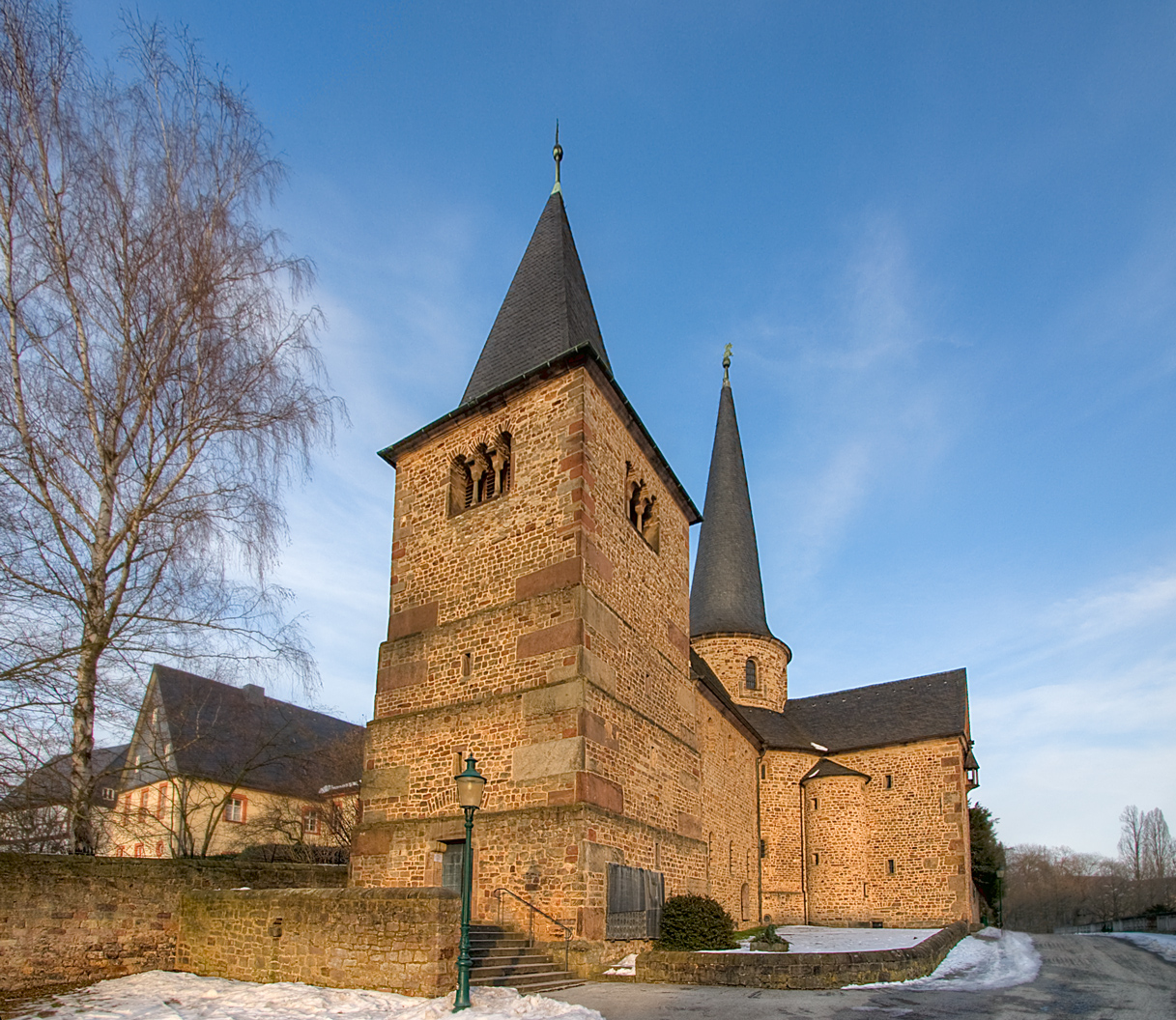
A Szent Mihály-templom télen

A Szent Mihály-templom Fuldában, Németországban még a romanika előtt, a Karolingok idején épült Eigil apát megbízásából 820 és 822 között. A Szent Sír templom legrégebbi németországi másolata. A 744-ben alapított Fuldai kolostor sírkápolnájának szánták és egyben az apát nyugvóhelyéül is.
A templom a fuldai dóm közvetlen szomszédságában áll a Szent-Mihály hegyen. Az eredetileg karoling-korabeli épületből mára csak a kripta maradt meg. Azonban az eredeti építészeti koncepció megmaradt azután is, hogy a 10., illetve 11. században újjáépítették a templomot, amelyet valószínűleg a kalandozó magyarok gyújtottak fel és romboltak le. Az eredeti épület mivoltáról Brun Candidus Eigil apát életrajzából tudunk. A korai keresztény hagyományokat követő központi épület eredetileg is rotundaként nehezedett nyolc oszlopra. A központi szentélyt eredetileg valószínűleg csak egy egyemeletes, ma kétemeletes körbejáró fogja körül. A rotundának eredetileg volt boltozata, illetve kupolája zárkővel ellátva. A templom alatt található mintegy alagsorként tervezett két koncentrikus fal és egy központi oszlop fölé emelt és kívülről megközelíthető kripta, amely mint az épület legrégebbi része még a 820-as évekből származik, és mint egyteres kripta építésztörténetileg különös jelentőséggel bír.
A Szent Mihály templom egy kolostor temetőjének területén épült a jeruzsálemi Szent-Sír templom mintájára épült 820 és 822 között Eigil apát idején és Hrabanus Maurus tervei alapján (régebbi, de mára meghaladott elgondolás szerint a tervek egy Rachulf nevű szerzetestől származtak), és 822. január 15-én szentelte fel Haistulph érsek Mihály arkangyal védőszentnek. A 10. és 11. században átfogó felújításra került sor, a rotundát kereszt alakúra bővítették, valamint a templomhoz építettek egy nyugati tornyot. A 12. század második felében a toronyra egy újabb emeletet húztak a harangok számára. 1618-ban a tornyot újra megmagasították, és sisakkal látták el. Az ún. Rochuskápolna a templom nyugati oldalán 1715 – 1716 között épült.